# Amnistia
Amnistia ist eine Elektronik-Band aus Leipzig, Sachsen. Die Gruppe bezeichnet ihre Musik selbst als Bodywave, vereint jedoch Elemente der Electronic Body Music und des Dark Electro.
Der Name bedeutet in vielen Sprachen so viel wie Freispruch und ist Philosophie und Programm zugleich – „Freiheit und Freispruch für Kreativität und Geist“.

## Geschichte
Gegründet wurde Amnistia 2003 in Leipzig von Stefan Schötz und Tino Claus.
Nach anfänglichen Klangexperimenten entstanden Ende 2004 die ersten Titel. Im Frühjahr 2005 verteilte die Band eine Demo-CD an befreundete DJs und spielte ihr erstes Konzert. Im Oktober wurde die erste EP Archetype V.1.1 veröffentlicht. Da die streng limitierte CD an einem Konzertabend komplett ausverkauft war, wurde im Dezember Archetype V.1.2 veröffentlicht. Diese war ebenfalls sofort vergriffen.
Im Januar 2006 erschien Archetype V.1.3. Im März wurde ein Konzertmitschnitt zusammen mit Remixen befreundeter Bands auf dem Album Re_Type/PMD:MXD veröffentlicht. Im Sommer entschied sich Amnistia zur Veröffentlichung einer letzten Demo-CD mit dem Namen Final_Type. Hintergrund des Titels war die Unterzeichnung eines Plattenvertrags mit dem Label Scanner (Dark Dimensions Group).
Am 1. Juni 2007 erschien das Debüt-Album Neophyte. Die gute Resonanz und die Tatsache, dass in den vergangenen Monaten viele Titel komponiert wurden, führte dazu, dass bereits am 11. April 2008 mit Blackguard das zweite Album erschien. In der zweiten Jahreshälfte spielte Amnistia ihre ersten Konzerte außerhalb Deutschlands in (Tschechien, Polen und Russland).
2009 stand im Zeichen der „Rot:Tour“, die Amnistia als Support von SITD durch Europa führte. Als Dankeschön für die Fans wurde die spezielle EP LE 187 veröffentlicht und ausschließlich auf Konzerten angeboten.
Seit 2006 im direkten Umfeld der Band aktiv (Live-Techniker, später auch Live-Musiker), wurde Jan Moritz 2010 offizielles Bandmitglied bei Amnistia.
Am 29. April 2011 erschien das dritte Album Egotrap, welches in der limitierten Erstauflage eine Bonus-CD mit Remixen enthielt.
In den Jahren 2012 und 2013 arbeitete Amnistia an den Titeln für das vierte Album Anti#versus, das am 31. Januar 2014 als 2CD mit Bonus-CD erschien.
Am 6. Mai 2016 erschien das fünfte Album Dawn ebenfalls als 2CD mit einer Bonus-CD, welche Remixe enthielt. Als besondere Sammler-Edition erschien ein streng limitiertes Box-Set mit einer großen Anzahl an Fanartikeln und umfangreichem Bonusmaterial.
Im Herbst 2017 verließ Jan Moritz die Band auf eigenen Wunsch.
Anfang 2018 trennte sich die Band von ihrem bisherigen Label Scanner.
Im Mai 2018 erschien die Single Frei als Download und Stream. Für Fans und Sammler wurde eine spezielle CDR-Single mit einer Auflage von nur 111 Exemplaren veröffentlicht.
Am 29. März 2019 veröffentlichte die Band ihr sechstes Album Black Halo. Für Fans und Sammler wurde unter dem Namen Black Halo Box eine spezielle Sammler-Edition veröffentlicht. Dieser Deluxe-Edition lag das Bonus-Album Black Halo Encores bei.
Zum 30. Juni 2022 erschien mit We All Bleed Red das siebte Album der Band als limitierte Box, CD und auf Doppel-Vinyl (rot/weiß).

## Diskografie

### Alben
- 2007: Neophyte (CD, Scanner (Dark Dimensions Labelgroup))
- 2008: Blackguard (CD, Scanner (Dark Dimensions Labelgroup))
- 2011: Egotrap (2 CD (limitierte Erstauflage), CD, Scanner (Dark Dimensions Labelgroup))
- 2014: Anti#versus (2 CD (limitierte Erstauflage), Scanner (Dark Dimensions Labelgroup), Boxset)
- 2016: Dawn (2 CD (Limitierte Erstauflage), Scanner (Dark Dimensions Labelgroup), Boxset)
- 2019: Black Halo (CD, 9XO Media, limitiere Auflage 300 Stück, Boxset)
- 2019: Black Halo Encores (CD, 9XO Media, limitiere Auflage)
- 2022:  We All Bleed Red (CD, 9XO Media, limitierte Auflage, Boxset, 2 LP)

### EPs
- 2005: Archetype V.1.1 (CDr-Demo, limitierte Auflage von 34 Stück)
- 2005: Archetype V.1.2 (CDr-Demo, limitierte Auflage von 41 Stück)
- 2006: Archetype V.1.3 (CDr-Demo, limitierte Auflage von 99 Stück)
- 2006: Re Type/PMD:MXD (CDr-Demo, limitierte Auflage von 50 Stück)
- 2006: Final_Type (CDr-Demo, limitierte Auflage von 50 Stück)
- 2006: Final_Type (CDr-Demo (Promo), limitierte Auflage von 50 Stück)
- 2009: LE 187 (CDr-EP, 9XO Media, limitierte Auflage von 187 Stück)
- 2018: Frei (CDr-EP, 9XO Media, limitierte Auflage von 111 Stück)

### DVDs
- 2005: Hoyerswerda 16.04.2005 (DVDr-Video, limitierte Auflage von 5 Stück)
- 2005: Dessau 10.09.2005 (DVDr-Video, limitierte Auflage von 10 Stück)

### Remixe
- 2022: Reichsfeind "Darken (Amnistia Modification)"
- 2021: Fix8:Sed8 "The Inevitable Relapse (Amnistia Interpretation)"
- 2019: Les Berrtas "Kummer (Amnistia Modification)"
- 2017: Bathead "Alone In The Dark (Amnistia Modification)"
- 2017: AD:keY "Shameless (Amnistia Modification)"
- 2017: reADJUST "Jezebel (Amnistia Modification)"
- 2017: Trilogy "Combat Surfer (Amnistia Modification)"
- 2017: Instans "Bullet Full Of Holes (Amnistia Modification)"
- 2016: reADJUST "Jezebel (Amnistia Interpretation)"
- 2016: Full Contact69 "Dignity (Amnistia Modification)"
- 2015: MRDTC "Falling (Amnistia Modification)"
- 2014: Rotersand "One Level Down (Amnistia Version)"
- 2014: Surveillance "Voyeur (Amnistia Modification)"
- 2014: MC1R "Angel Of Pitch (Amnistia Modification)"
- 2014: Leæther Strip „Hold Me (Amnistia Modification)“
- 2014: Cryo „Higher (Amnistia Modification)“
- 2013: Tear!down „Insight (Amnistia Modification)“
- 2012: Orange Sector „Der Maschinist (Amnistia Modification)“
- 2012: Haujobb „Crossfire (Amnistia Modification)“
- 2012: Future Trail „Patience (Amnistia Modification)“
- 2011: Mr. Dupont „Daily Monster (Amnistia Modification)“
- 2011: Accessory „World 6000 (Amnistia Modification)“
- 2009: ToAvoid „Passion And Pain (Crucified(it) by Amnistia)“
- 2009: Destroid „Run & Hide (Joined(it) by Amnistia)“
- 2008: Wynardtage „The Frozen Point (Warmed(it) by Amnistia)“
- 2008: Wynardtage „Embraced By Darkness (Illuminated(it) by Amnistia)“
- 2007: Painbastard „Borderline (Type III Traumatized by Amnistia)“
- 2007: Supreme Court „Next Exit Extinction (Adjusted(it) by Amnistia)“

### Kooperationen
- 2008: Venetian Blind Instead of Tears von 4-CD-Compilation Oldschool Electrology Vol. 1 (Produktion, Text: Stefan Schötz; Gesang: Tino Claus)

### Beiträge zu Kompilationen
- 2016: "Kraft (Werk 2017)" auf EBM Industries Vol. One (2LP+CD, emmo.biz) *
- 2016: "Money" auf Summer Stomp 14.10.2017 (CDr, Summer Stomp)
- 2016: "I.M.G." auf Gothic Spirits - EBM Edition 7 (2CD, Golden Core)
- 2016: "Money" auf Cold Hands Seduction Vol. 177 (CD, Sonic Seducer)
- 2014: "Schwarz & Licht (Sleepless Droids Remix)" auf Gothic Spirits - EBM Edition 6 (2CD, Golden Core)
- 2014: "Catch Me" auf Nachtaktiv Magazin CD 17-2014 (CD, Nachtaktiv)
- 2014: "Driven" auf Gothic File 14|1 (CD, Batbeliever Releases)
- 2014: "More" auf Cold Hands Seduction Vol. 150 (CD, Sonic Seducer)
- 2012: "Kraft" auf Gothic Spirits – EBM Edition 4 (2CD, Golden Core)
- 2012: "Egotrap (Dark Moon Remix by To Avoid)" auf Cold Hands Seduction Vol. 133 (CD, Sonic Seducer)
- 2011: "Pretended" auf Oldschool Electrology Volume One (4CD Box, Electro Aggression Records) *
- 2011: "Elements (Rotersand Rework)" auf Gothic Spirits – EBM Edition 3 (2CD, Golden Core)
- 2011: "Headfake (Amokairplayradioremix by >Painbastard)<" auf Dark Target – Massive Electronic Attack (Download, Ruhrschall (Internet Radio))
- 2011: "Film" auf Gothic Compilation LI (2CD, Batbeliever Releases)
- 2011: "Kraft" auf Cold Hands Seduction Vol. 118 (CD, Sonic Seducer)
- 2011: "Faceless" auf Zillo CD 05/2011 (CD, Zillo Magazin)
- 2011: "Frightening" auf 15 Jahre Sonic Seducer – Celebration Compilation (CD, Sonic Seducer) *
- 2010: To Avoid "Passion and Pain (Crucified(it) by Amnistia)" auf Dark Alliance Vol. 8 (CD, Dance Macabre)
- 2010: "Creed" auf Underground Club Revolutions 2010 (Download, German Gothic Radio)
- 2008: "Cold" auf Goth Is What You Make It [Seven] (2CD, Batbeliever Releases)
- 2008: "Cold" auf Gothic Compilation XL (2CD, Batbeliever Releases)
- 2008: "Komplex" auf Cold Hands Seduction Vol. 81 (CD, Sonic Seducer)
- 2008: "Emulate (Rough Mix)" auf New Signs & Sounds 04/08 (CD, Zillo)
- 2008: "Self-Defence (Steel-Alloyed Edit)" auf The Beauty Of Machinery Vol. 2 Razgrom Music Mix (2CDr, Razgrom Music) inoffiziell
- 2008: "Self-Defence (Steel-Alloyed Edit)" auf Advanced Electronics Vol. 6 (2CD+DVD, Synthetic Symphony)
- 2007: "Headfake (B-H-F Mix by MC1R)" auf MC1R "Recall The Past" (CDr, 9T9 Records)
- 2007: "Self-Defence (Steel-Alloyed Edit)" auf Zillo Clubhits Vol. 12 (2CD, Zillo)
- 2007: "Red Coloured Emotions" auf Goth Is What You Make It [Six] (2CD, Batbeliever Releases)
- 2007: "Self-Defence (Steel-Alloyed Edit)" auf Gothic Compilation XXXVII (2CD, Batbeliever Releases)
- 2007: "Red Coloured Emotions" auf New Signs & Sounds 06/07 (CD, Zillo)
- 2006: "Self-Defence (Alpha)" und "Headfake (Live @ PMD4)" auf Refraktor 38 (CDr, Refraktor)

- exklusiver Titel, nur auf dieser Kompilation erhältlich

## Weitere Projekte der Bandmitglieder
- ner/ogris: Band unter Mitwirkung von Tino Claus (Electro)
- MRDTC: Band unter Mitwirkung von Tino Claus (EBM / Electro)
- N8BRS: Band unter Mitwirkung von Stefan Schötz (Techno)
- Neukampf: Band unter Mitwirkung von Stefan Schötz und Tino Claus (EBM)
- Polykoptr: Soloprojekt von Stefan Schötz (Techno, Electronica)
- TC75: Soloprojekt von Tino Claus (Minimal / EBM / Synthwave)

## Projekte ehemaliger Bandmitglieder
- Dividing Lines: Post-Punk-Band unter Mitwirkung von Jan Moritz
- Logikfehler: Elektronik-Projekt von Jan Moritz
- Tiny Little Life Forms: Elektronik-Projekt von Jan Moritz